# Coloconger raniceps
Coloconger raniceps is een straalvinnige vissensoort uit de familie van colocongers (Colocongridae). De wetenschappelijke naam van de soort is voor het eerst geldig gepubliceerd in 1889 door Alcock.